# Itatiaya apipema
Itatiaya apipema är en spindelart som beskrevs av Polotow och Antonio D. Brescovit 2006. Itatiaya apipema ingår i släktet Itatiaya och familjen Ctenidae. Inga underarter finns listade i Catalogue of Life.